# Northwestern University
Northwestern University – amerykański uniwersytet niepubliczny w Evanston w stanie Illinois. Założony w 1851, kształci około 15 tysięcy studentów, w tym około 8 tysięcy na studiach licencjackich.
Główny kampus jest położony nad jeziorem Michigan w mieście Evanston (nieopodal Chicago). Mniejszy kampus (miejski) istnieje w śródmieściu Chicago, też nad brzegiem Michigan.
Uniwersytet należy do czołowych uczelni o profilu naukowo-badawczym. Obecnie jest liderem w dziedzinie nanotechnologii. W ramach instytucji działa najwyżej od wielu lat notowany w Stanach Zjednoczonych Shirley Ryan AbilityLab (do 25 marca 2017 Rehabilitation Institute of Chicago), a Wydział Zarządzania (Kellogg School of Management) oferuje jeden z najlepszych programów MBA.
W roku podatkowym 2007 przychody Uniwersytetu wyniosły 1509 milionów dolarów, a wydatki 1271 milionów; jego kapitał żelazny (endowment) to 7,2 mld dolarów (o 1,2 miliarda dolarów więcej niż ma pobliski renomowany Uniwersytet Chicagowski).

## Sport
Uniwersytet jest w NCAA Division I, gdzie rywalizuje w Big Ten Conference. Akademicki klub sportowy Northwestern Wildcats (Żbiki) posiada 19 drużyn w różnych dyscyplinach. Do uczelni należy stadion Ryan Field, mogący pomieścić 49 tysięcy widzów, oraz hala Welsh-Ryan Arena, z ponad ośmioma tysiącami miejsc na trybunach. Barwy Żbików to purpurowa i biała.

## Znani absolwenci i studenci
- Stephen Colbert, aktor i satyryk
- Kathryn Hahn, aktorka
- Gillian Flynn, pisarka
- Julia Louis-Dreyfus, aktorka
- Meghan Markle, aktorka, członkini brytyjskiej rodziny królewskiej
- George R. R. Martin, pisarz
- Seth Meyers, komik i aktor
- Veronica Roth, pisarka
- Roxana Saberi, dziennikarka
- Gwynne Shotwell, bizneswoman[3]